# Tarcza szkolna

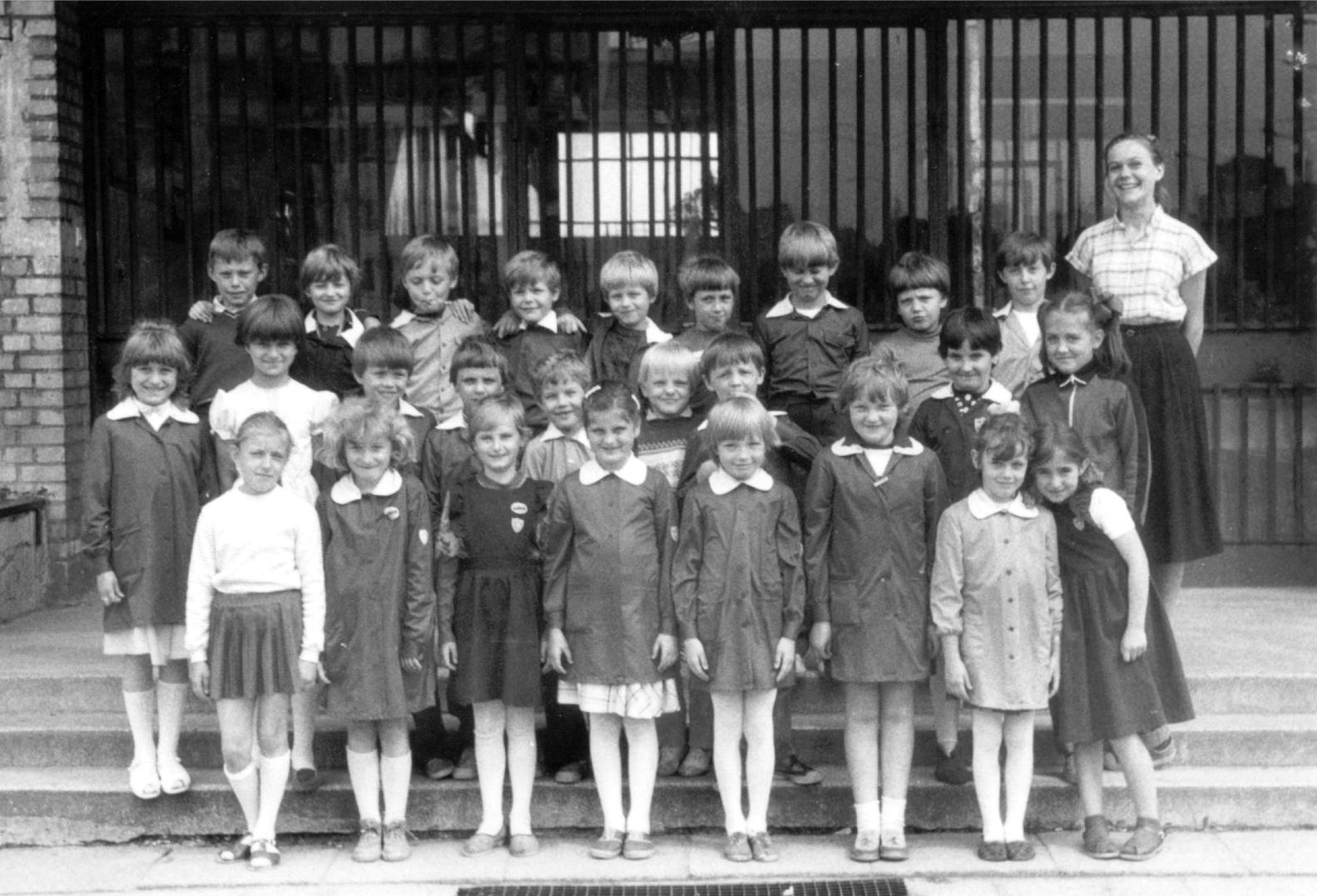
Dzieci szkolne w 1984 roku; u dziewczynek w pierwszym rzędzie widoczne tarcze: na ramieniu u drugiej i czwartej od lewej oraz na lewej piersi fartuszka u trzeciej od lewej i pierwszej od prawej.

Tarcza szkolna – mała plakietka wykonana z sukna lub filcu najczęściej w kształcie tarczy herbowej, przeznaczona do noszenia na ubraniu w celu identyfikacji szkoły, do której uczęszcza noszący ją uczeń.

## Historia
Przez wiele lat, począwszy od wprowadzenia reformy szkolnej (w latach 1932–1933), była obowiązkowym elementem stroju uczniowskiego w Polsce. Przez pewien okres wymagano również noszenia tarcz poza szkołą. Na przełomie lat 80. i 90. XX wieku zaprzestano egzekwowania noszenia tarcz w szkole, po czym szybko wyszły one z użycia. W 2007 roku tarcza powróciła do szkół wraz z mundurkami szkolnymi, ale nie była już tak powszechna ani obowiązkowa.
Jako obowiązkowy i kłopotliwy element stroju uczniowskiego tarcza była niechętnie noszona przez młodzież szkolną. Natomiast nauczyciele rygorystycznie podchodzili do obowiązku noszenia tarczy, sprawdzali, czy uczniowie mają przyszyte tarcze zarówno do mundurka szkolnego, jak i ubrania wierzchniego. Notoryczny brak tarczy mógł wpływać na obniżenie oceny ze sprawowania.

## Wzór
Tarcza miała na niebieskim, czerwonym lub zielonym tle (niektóre szkoły zawodowe miały tarcze koloru zielonego) biały haft bądź gumowe tłoczenia z nazwą miasta i numerem szkoły. Przed II wojną światową niebieskie tarcze nosili uczniowie uczęszczający od pierwszej do szóstej klasy. Czerwone tarcze otrzymywali starsi. Zwyczaj ten przetrwał do dziś. Uczniowie szkół podstawowych mają tarcze z niebieskim tłem. Zmiana koloru na czerwony przysługuje uczniom szkół średnich.
Wraz z rozwojem technologii wykonywania plakietek ich wygląd zróżnicował się. Komputerowy haft pozwala na wyszywanie na tarczach kolorowych napisów i skomplikowanych wzorów, np. logo, emblematów czy godła.

## Galeria

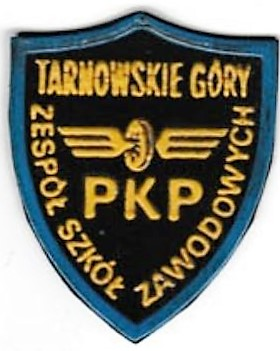
Zespół Szkół Zawodowych PKP w Tarnowskich Górach
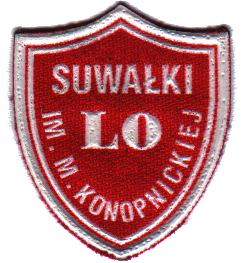
I Liceum Ogólnokształcące im. Marii Konopnickiej w Suwałkach
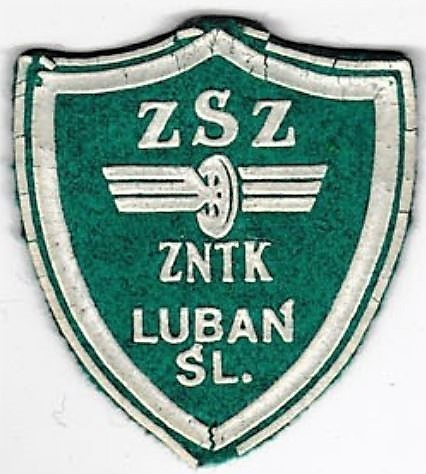
Zasadnicza Szkoła Zawodowa PKP ZNTK w Lubaniu
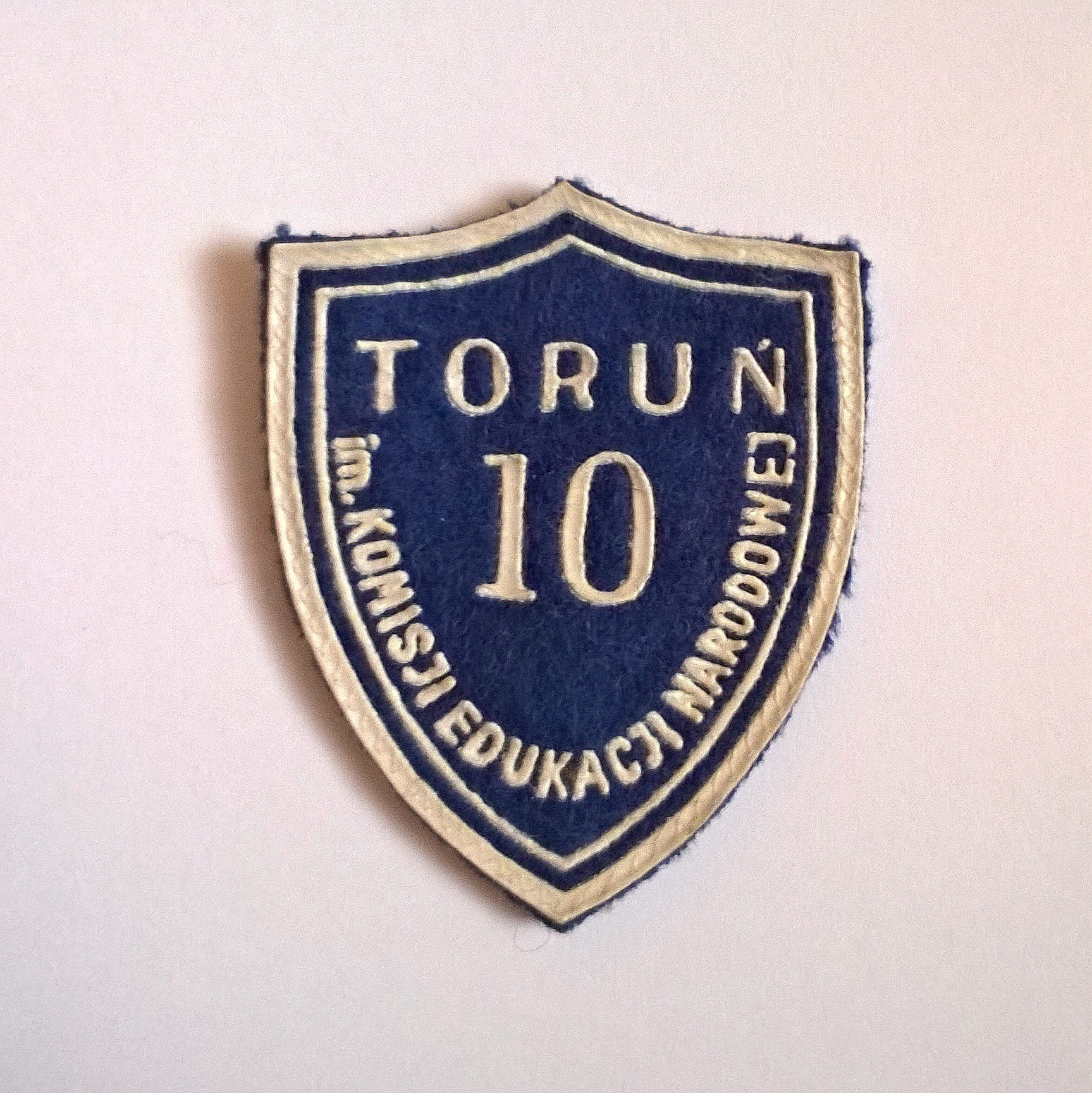
Tarcza szkolna Szkoły Podstawowej nr 10 im. Komisji Edukacji Narodowej w Toruniu (1971 rok)
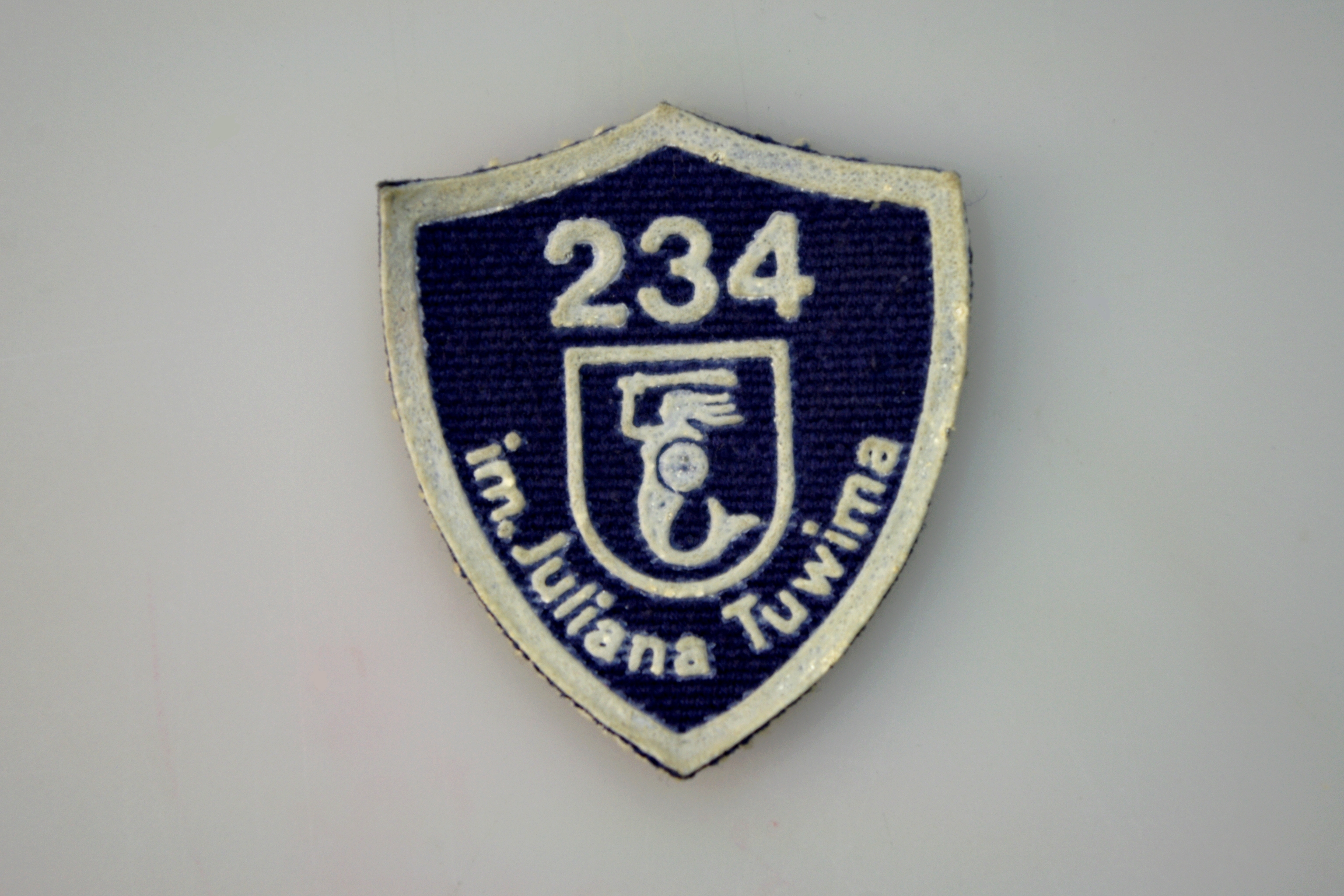
Tarcza szkolna Szkoły Podstawowej nr 234 im. Juliana Tuwima w Warszawie, przy ul. Esperanto 5 na Woli, ucznia klasy I z roku szkolnego 1995/1996
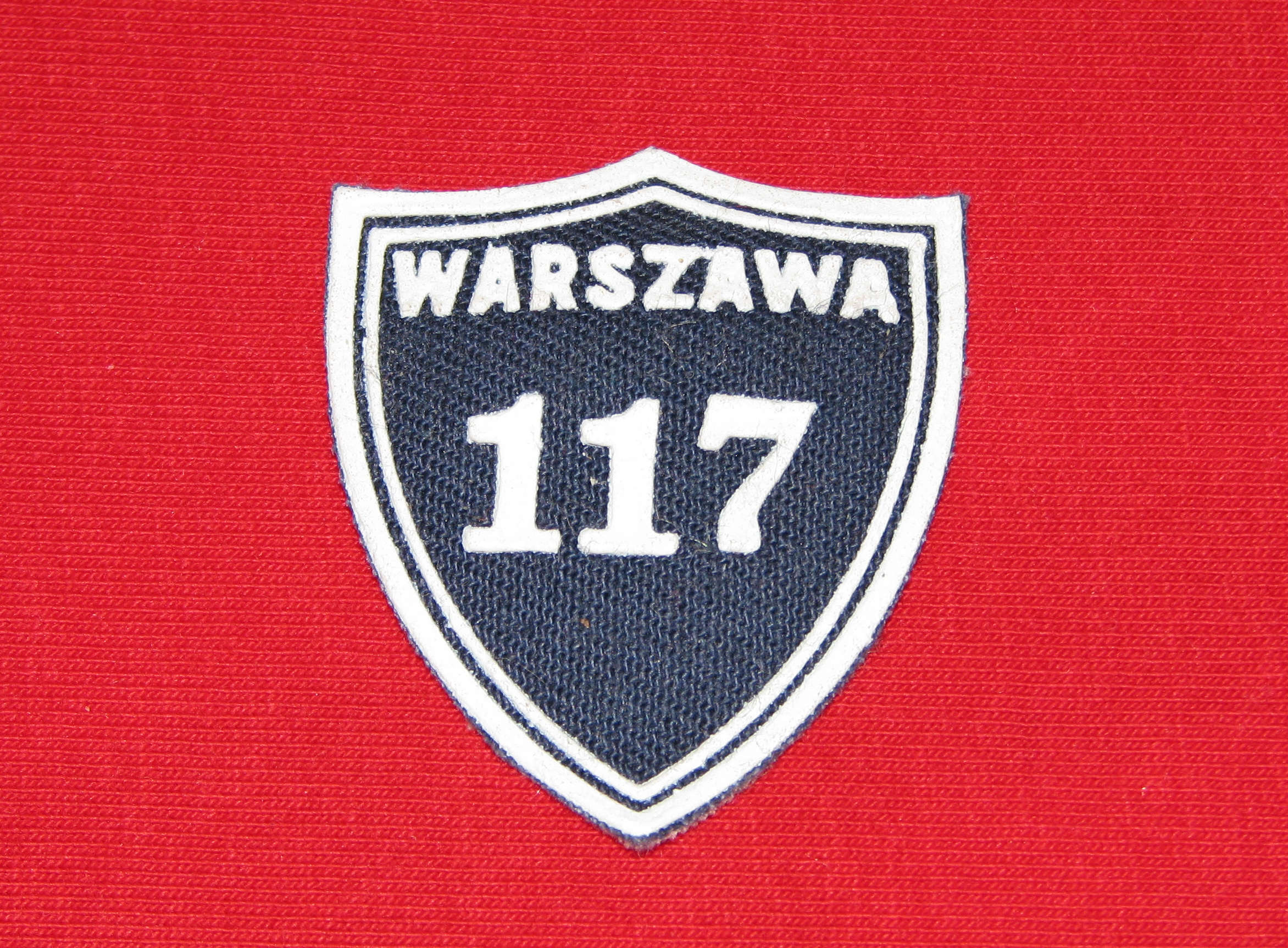
Tarcza warszawskiej szkoły podstawowej (lata 90. XX wieku)
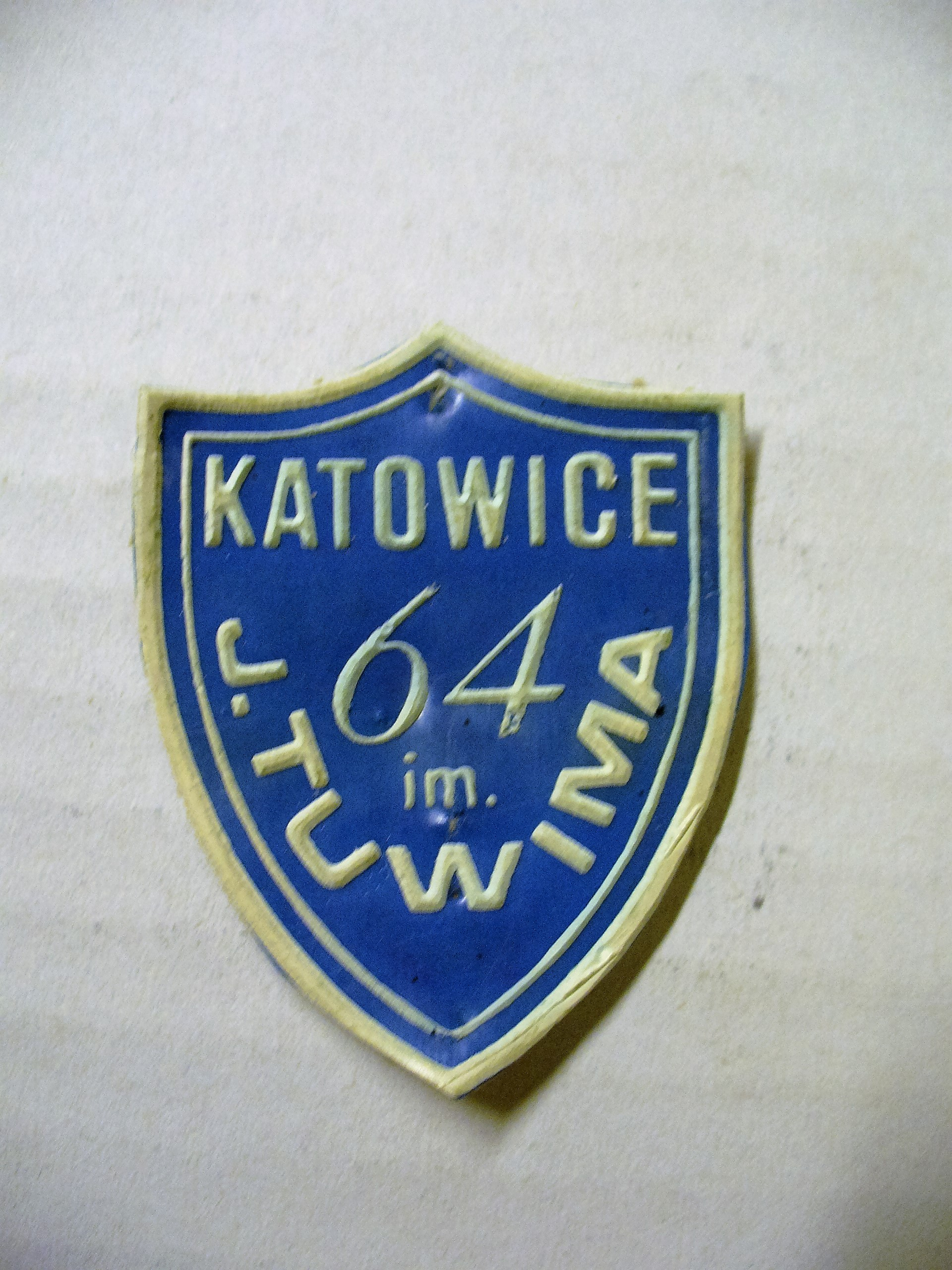
Tarcza szkolna Szkoły Podstawowej nr 64 im. Juliana Tuwima w Katowicach, przy ulicy Medyków 27 (koniec lat 80. XX wieku)
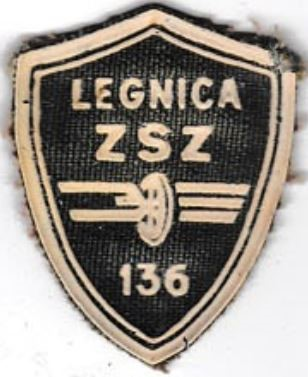
Tarcza szkolna ZSZ PKP w Legnicy
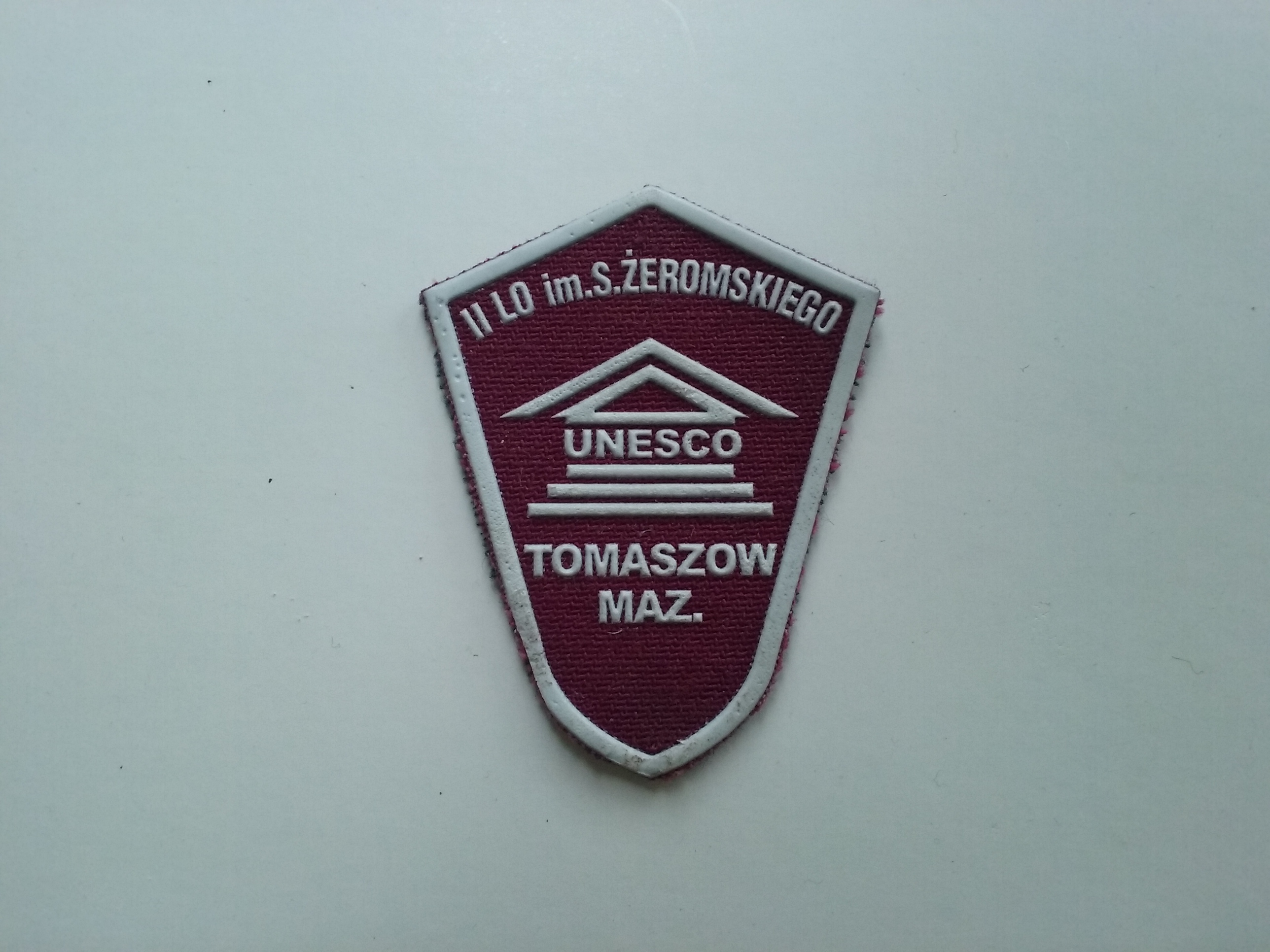
II LO im. Stefana Żeromskiego w Tomaszowie Mazowieckim
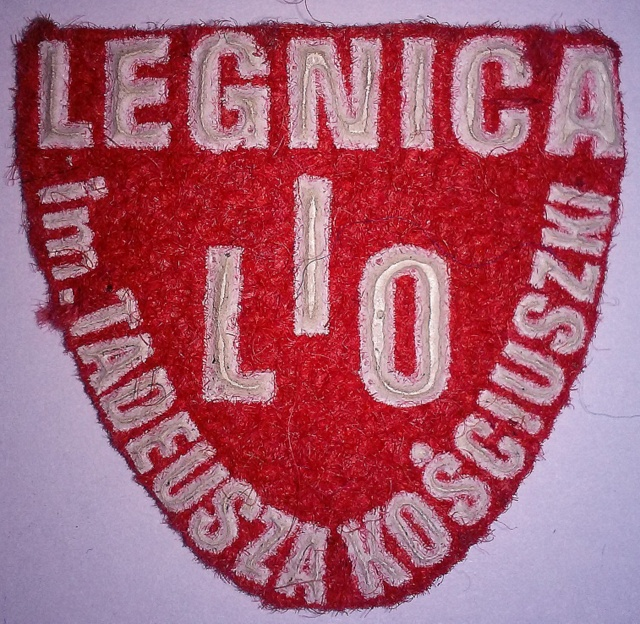
I Liceum Ogólnokształcące w Legnicy
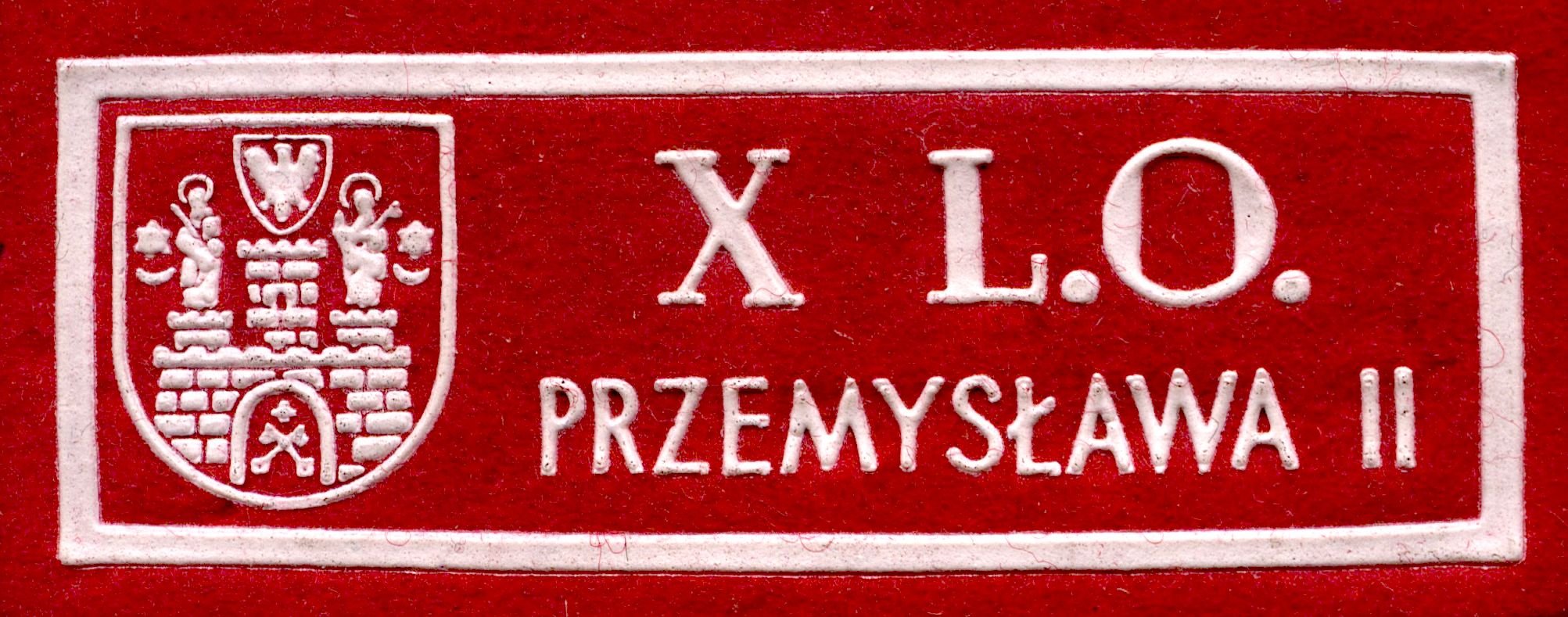
Tarcza szkolna X LO w Poznaniu
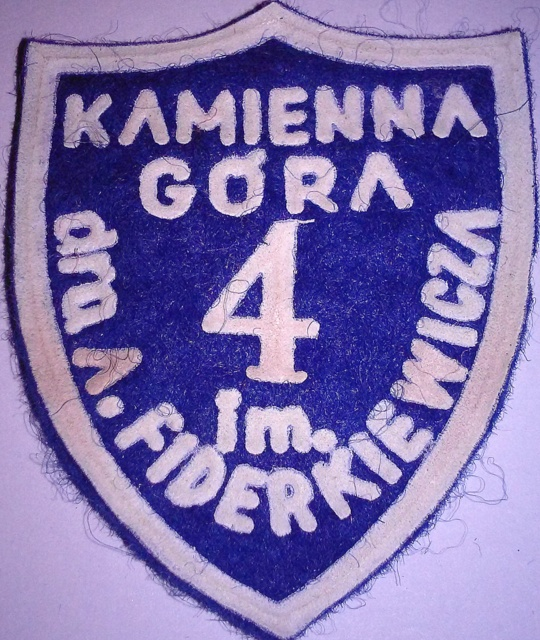
Tarcza SP 4 w Kamiennej Górze